# دارن کندی
دارن کندی (انگلیسی: Darren Kenny؛ زادهٔ ۱۷ مارس ۱۹۷۰) دوچرخه‌سوار اهل بریتانیا است.
وی در مسابقات کشوری و بین‌المللی در مجموع برندهٔ ۶ مدال طلا، ۳ مدال نقره، ۱ مدال برنز شده‌است.